# Änglarnas tid
Änglarnas tid är en jul-EP med Magnus Carlsson från 2009. EP:n släpptes den 18 november 2009 som CD 3 i julboxen Christmas - Deluxe Edition.

## Låtlista
1. Änglarnas tid
2. Little Drummer Boy
3. Christmas With You
4. Ave Maria
5. Stilla tystnad
6. Gläns över sjö och strand
7. This Night (Änglarnas tid, engelsk version)

### Fotnoter
1. ↑  ”Änglarnas tid”. Svensk mediedatabas. 6 mars 2009. https://smdb.kb.se/catalog/id/002662316. Läst 9 juni 2018.